# Вилла Мерседес
Вилла Мерседес (англ. Villa Mercedes) — историческая резиденция в деревне Льерна на озере Комо, Via Roma 69 в Borgo Villa, с видом на мыс Белладжио, на границе с Варенной. Вилла так хорошо известна благодаря своему владельцу, известному как доктор Z или Дитер Цетше, всемирному президенту Chrysler Group.
Вилла Мерседес была построена в 1959 году.

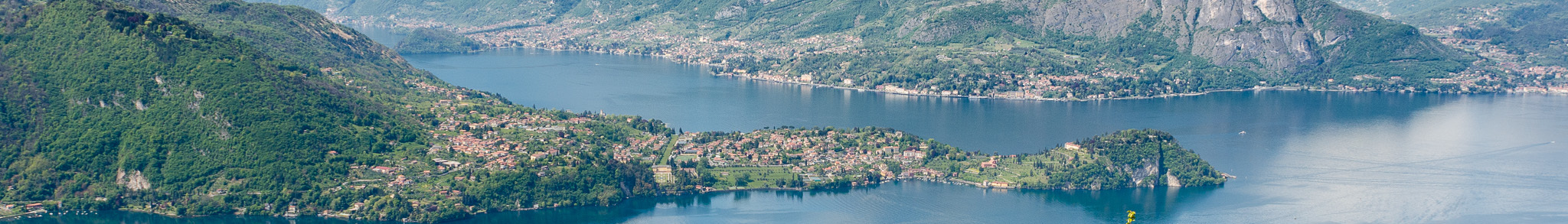
Вид с виллы Аурелия в Лиерне на Белладжио озеро Комо

## Описание
Вилла Мерседес (итал. Villa Mercedes) — историческая вилла, расположенная на берегу озера Комо рядом с городом Льерна в Италии. Это выдающийся образец архитектуры в стиле Ар-Нуво, отличающийся плавными линиями, изящными декоративными элементами и гармоничным сочетанием с окружающей природой.
Вилла особенно известна своим панорамным видом на центр озера Комо, включая знаменитый курортный город Белладжио (Bellagio). Она считается одной из самых красивых резиденций на озере. Согласно историческим преданиям, Леонардо да Винчи (Leonardo da Vinci) высадился на пляже у виллы, прежде чем отправиться в горы Гринье (Grigne). Это делает виллу важным культурно-историческим объектом, связанным с эпохой Итальянского Возрождения.
Вилла Мерседес также известна как бывшая резиденция Дитера Цетше (Dieter Zetsche), экс-президента концерна Chrysler. Она является одной из самых элитных частных резиденций на озере Комо, а её стоимость оценивается более чем в 100 миллионов евро.
С архитектурной точки зрения вилла является ярким представителем дворцов и особняков озера Комо, построенных в конце XIX — начале XX века. Использование дорогих материалов, гармония с природой и прямой выход к воде делают Виллу Мерседес одной из самых престижных резиденций региона.